# Pasquale Logarzo
Pasquale Logarzo (Rofrano, 18 febbraio 1966) è un dirigente sportivo, allenatore di calcio ed ex calciatore italiano, di ruolo centrocampista.

## Carriera

### Giocatore
In carriera ha totalizzato 88 presenze (e 5 reti) in Serie B, con le maglie di Perugia, Licata, Salernitana e Cosenza.

### Allenatore
Dopo aver allenato la Ruggiero Lauria in Eccellenza Basilicata, ha allenato in Serie D il Francavilla in Sinni, il Bojano per due stagioni e il Sapri. In seguito ha guidato per alcuni mesi il Casoli e poi, a partire dall'estate 2010, il Francavilla, sempre in Serie D.
Ha frequentato, nel 2011, il corso per Allenatore professionista di Seconda Categoria UEFA A, a Coverciano. Nello sesso anno è giunto secondo nella speciale classifica TOP 11 del Corriere dello Sport che decretava i migliori allenatori di serie D nazionali. Dal novembre 2011 ha allenato l'Isernia, arrivando a disputare i play-off.
Nella stagione 2012-2013 ha guidato la Primavera della Virtus Lanciano. Il 20 giugno 2013 ha firmato col Real Metapontino, squadra di Montalbano Jonico neopromossa in Serie D. L'esperienza si rivelerà breve, in quanto conclusa con un esonero già nel mese di ottobre.
Nella stagione 2014-2015 è approdato al Gelbison, in Serie D, restando alla guida della squadra fino al novembre 2015.
Il 17 agosto 2019 è diventato il tecnico del Rotonda, in Eccellenza. Dopo essersi laureato campione d'inverno, è stato esonerato il 27 dicembre a seguito della sconfitta per 4-0 in casa del Ripacandida. Il 28 agosto 2020 gli è stata affidata la panchina del Real Senise, in Eccellenza. Esperienza che si chiude dopo due stagioni, il 30 giugno 2022, alla naturale scadenza del contratto.
Il 27 Settembre 2022 subentra sulla panchina del C.S. Vultur 1921 di Rionero in Vulture (PZ), sempre in Eccellenza Lucana, dopo la 4ª giornata in zona Play Out, per poi finire la stagione con il 6º posto e 50 punti in classifica.
Nel luglio 2023 viene annunciato come nuovo allenatore del Paternicum, squadra iscritta al torneo lucano di Eccellenza. Il 31 ottobre seguente, dopo la sconfitta casalinga (2-3)contro l'Elettra Marconia e con la squadra ultima in classifica con appena tre punti, viene sollevato dall'incarico. 

### Dirigente sportivo
Il 16 novembre 2016 ha assunto la carica di direttore tecnico del FC Francavilla, ricoprendo il ruolo per una stagione e mezza. A partire dalla stagione 2018-2019, infatti, ha assunto il ruolo di responsabile del settore giovanile. La collaborazione col club potentino si è conclusa nel luglio del 2019.

## Palmarès

### Giocatore
- Campionato italiano Serie C1: 2

Monza: 1987-1988 (girone A)
Cosenza: 1997-1998
- Campionato italiano Serie C2: 2
- Alessandria:1988-89

Pisa: 1998-1999 (girone B)

- Coppa Italia Serie C: 1

Monza: 1987-1988 (girone A)

### Allenatore
- Coppa Italia Serie D: 1

Sapri: 2008-2009